# Lönntrevfotingar
Lönntrevfotingar (Acerentomidae) är en familj av urinsekter. Lönntrevfotingar ingår i ordningen trevfotingar, klassen urinsekter, fylumet leddjur och riket djur. Enligt Catalogue of Life omfattar familjen Acerentomidae 343 arter. 

## Dottertaxa till lönntrevfotingar, i alfabetisk ordning[1][2]
- Acerella
- Acerentomon
- Acerentuloides
- Acerentulus
- Alaskaentomon
- Amazonentulus
- Amphientulus
- Andinentulus
- Australentulus
- Baculentulus
- Berberentulus
- Bolivaridia
- Brasilentulus
- Brasilidia
- Callientomon
- Chosonentulus
- Delamarentulus
- Filientomon
- Fjellbergella
- Gracilentulus
- Huashanentulus
- Imadateiella
- Kenyentulus
- Madagascaridia
- Maderentulus
- Najtentulus
- Nanshanentulus
- Neobaculentulus
- Nienna
- Nipponentomon
- Noldo
- Nosekiella
- Notentulus
- Orinentomon
- Paracerella
- Podolinella
- Polyadenum
- Proacerella
- Silvestridia
- Sugaentulus
- Tasmanentulus
- Tuxenentulus
- Tuxenidia
- Wenyingia
- Verrucoentomon
- Vesiculentomon
- Vindobonella
- Yamatentomon
- Yavanna
- Yichunentulus
- Yinentulus
- Zangentulus